# Mutter (skladba)
"Mutter" (něm. matka) je skladba německé skupiny Rammstein, která se nachází na stejnojmenném albu.
Text vypráví příběh o dítěti beze jména, které nebylo zrozeno v pochvě, ale v experimentu, takže nemá skutečného otce
ani matku. Till Lindemann a Richard Kruspe potvrdili, že je to narážka na špatné vztahy s jejich vlastními matkami během dětství. Depresivní text popisuje plán hlavní postavy na zabití matky. Chce na ni seslat nemoc, protože ho nikdy neporodila.
Videoklip následuje děj textu, kde hlavní hrdina (Till) zabil svou matku a vhodil její tělo do řeky.
V klipu se střídají pasáže, kde je Till uzavřen v podzemní kleci s pasážemi plavby na člunu po řece.
Singl obsahuje instrumentální skladbu 5/4 (Fünf Viertel), která byla od roku 2000 hrána jako intro pro živá představení, ale až do roku 2002 nebyla vydána.

## Seznam skladeb
1. Mutter (Radio Edit) – 3:40
2. Mutter (Vocoder Mix) – 4:32
3. Fünf Viertel (5/4) – 5:30
4. Mutter (Sono's Inkubator Mix) – 7:22